# 14 Batalion Remontu Lotnisk
14 Batalion Remontu Lotnisk – pododdział logistyczny Sił Powietrznych.
Głównym zadaniem batalionu było utrzymanie sił i środków w gotowości do działań przy szybkiej odbudowie zniszczonych nawierzchni lotnisk przy wykorzystaniu nowoczesnych technologii oraz zastosowaniu materiałów umożliwiających skrócenie czasu ich odbudowy.

## Historia
Sformowany w Oleśnicy 15 października 1952 na podstawie rozkazu nr 0552 Ministra Obrony Narodowej jako 14 batalion budowy lotnisk (14 bbl). Na początku 1954 batalion przebazowano do Elbląga.
Na podstawie Zarządzenia MON nr Pf-93/Org z 20 września 1999, rozkazu szefa Sztabu Generalnego WP nr 097/Org z 8 października 1999 oraz rozkazu dowódcy WLOP nr Pf-188 z 4 listopada 1999 z dniem 1 stycznia 2000 roku 14 batalion budowy lotnisk przeformowano w 14 batalion usuwania zniszczeń lotniskowych (14 buzl).
Z dniem 1 stycznia 2009 ponowna zmiana nazwy na 14 batalion remontu lotnisk (14 brl).
W 10 rocznicę powstania 14 bbl, w 1962 roku decyzją Rady Państwa jednostka otrzymała sztandar, który w imieniu dowódcy Wojsk Lotniczych wręczył gen. bryg. pil. Michał Jakubik.
Decyzją Nr 38/MON Ministra Obrony Narodowej z 14 lutego 2003 wprowadzono odznakę pamiątkową batalionu.
Decyzją Nr 97/MON Ministra Obrony Narodowej z 10 kwietnia 2003 ustanowiono doroczne święto jednostki w dniu 24 listopada.
Jednostka podlegała dowódcy 2 Korpusu Obrony Powietrznej w Bydgoszczy, a następnie dowódcy 1 Skrzydła Lotnictwa Taktycznego w Świdwinie.
Z dniem 31 grudnia 2010 batalion został rozformowany.

## Dowódcy batalionu
- ppłk Zdzisław Romatowski (1953 – czerwiec 1954);
- ppłk Kazimierz Krogulecki (czerwiec 1954 – grudzień 1965);
- ppłk inż. Zygmunt Pniak (grudzień 1965 – styczeń 1973);
- ppłk mgr inż. Stanisław Cwyl (styczeń 1973 – marzec 1982);
- mjr mgr inż. Cezary Zarski (marzec 1982 – luty 1987);
- ppłk mgr inż. Zbigniew Ruciński (luty 1987 – sierpień 2002);
- ppłk mgr inż. Jarosław Halicki (sierpień 2002 – ?);
- p.o. mjr dypl. inż. Waldemar Ścibisz (?–31 grudnia 2010).